# 宮尾すすむ
宮尾 すすむ（みやお すすむ、1934年〈昭和9年〉3月8日 - 2011年〈平成23年〉7月12日）は、日本のタレント。本名は山口 進。

## 来歴・人物
満洲国（現在：中国東北部）で生まれ、敗戦後は鹿児島県阿久根市へ引き揚げ、そこで青春時代を過ごす。鹿児島県立阿久根高等学校卒業。
鹿児島県川内市（現在：薩摩川内市）で洋服店を経営していたが（当時は、まだ珍しい月賦販売をしていた）、事業に失敗し倒産。その後、上京してデパートの紳士服売り場に勤め1969年に漫談家の宮尾たか志に師事。
森進一のショーなどで歌手の司会などを務めた後、タレントとしてテレビに進出しバラエティ番組の司会やリポーターなどの仕事を中心に活躍。特にフジテレビ系『スターどっきり(秘)報告』のレポーターとして一気に名を馳せた。
登場する時、顔の前で両手を交差させて、右手の平を右アゴに添えて「……ハイッ!」と叫ぶ決めポーズで一躍有名になる。母親の仕草をモチーフにしたといわれている。
芸能界にデビューしてから永らく、「昭和16年（1941年）生まれ」と年齢をサバ読みしていた。これはデビュー当時、事務所の意向で「昭和ヒト桁生まれでは若々しさがない」と言われたからである。
リポーターを務めたテレビ朝日系『モーニングショー』の人気コーナー「宮尾すすむのああ日本の社長」は、日本各地の会社の社長、すなわち実業家（社長・会長などの経営者・創業者）に密着リポートする長寿シリーズとなった。
上記「ああ日本の社長」のセルフパロディコーナーである「宮尾すすむの社長のお嬢さん」というコーナーを、1990年から1991年にかけて放送されたバラエティ番組『GOB』（日本テレビ）で担当した。
その他、俳優としてテレビドラマや映画、テレビコマーシャルにも出演。テレビ朝日系のクイズ番組『象印クイズ ヒントでピント』の男性チーム解答者としても彼の存在を広く知られた。
1994年夏、全日空の客室乗務員だった妻が47歳で死去後、緊急入院。退院後、正式に自らの生年を1934年と公表。
長男でタレントの山口雅史は新日本プロレス、IGF実況ナビゲーターとして活動。
弟子としてお笑い・ものまねグループ「ルンルン・エクスプレス」がいた。「ルンルン・エクスプレス」には紅一点・あい京子（現在も斉藤京子としてソロ活動中）がいた。
阿久根市で育ったこともあることから、「薩摩大使」に任命された。
晩年は病気続きだった。1992年に顎下腺腫瘍、1994年には腸捻転、2002年に腰痛や前立腺肥大の手術を受けた。2007年5月には東京都内で車を運転中に意識を失い、前の車に追突、急性硬膜下血腫と診断された。それ以来、表舞台から遠ざかり、水頭症や肺炎の検査を受けていたが、2011年6月半ばに食道癌が見つかり、医師からは手の施しようがなく余命3か月と宣告され、7月12日午後2時56分、肺炎のため東京都内の病院で死去。77歳没。戒名は「馨光院誠徳進修居士」（けいこういんせいとくしんしゅうこじ）。葬儀・告別式は東京の高野山東京別院で執り行われ、長男が喪主を務め、高橋英樹、森進一、坂口征二が弔辞を読んだ。祭壇には1994年に死去した妻の遺影と位牌も並べられた。くしくも告別式が行われた7月18日は妻の命日だった。告別式には他に徳光和夫、吉田秀彦、蝶野正洋、オスマン・サンコン、八波一起ら芸能・財界・スポーツ関係者やファンら250人が参列した。
2009年に長男と共に鹿児島県人会の会合で司会を務めたのが生涯最後の仕事となった。

## エピソード
- 『〜ヒントでピント』などで共演したおりも政夫はフォーリーブス時代『スターどっきり(秘)報告』で宮尾にどっきりではめられたこともあったと述懐している[5]。
- 『〜ヒントでピント』などで共演した沢田亜矢子は、収録の合間に宮尾の決めポーズである「ハイッ!」を何回も練習させられた、と振り返っている[6]。

## 出演番組
- モーニングショー（テレビ朝日）：「日本の社長」リポーター
- ラブラブショー（フジテレビ）
- アフタヌーンショー（テレビ朝日）
- スターどっきり㊙報告（フジテレビ）：リポーター
- 3時のおじゃまクイズ（東京12チャンネル→テレビ東京）：司会
- 12時開演! 電リク!スター歌謡曲（フジテレビ）：司会
- 象印クイズ ヒントでピント（テレビ朝日、1980年4月6日（第54回） - 1989年12月24日（第510回））：2枠解答者[7]
- そこが知りたい（TBS）：リポーター
- 3時にあいましょう（TBS）：コメンテーター（1988年頃）
- 三枝の愛ラブ!爆笑クリニック（関西テレビ）：パネラー
- お昼のマイテレビ（テレビ朝日）：総合司会
- ホットライン110番（テレビ朝日）
- 気になる天使たち（フジテレビ）：教頭役
- 遠山の金さん（テレビ朝日）：北町奉行所筆頭与力・早田彦十郎 役（※高橋英樹版）
- GOB（日本テレビ）：GOB1「宮尾すすむの社長のお嬢さん」コーナー担当
- ペア対抗クイズ合戦（TBS）
- ドンピシャ!!ガンガン（TBS）
- ちびっこスター誕生!（日本テレビ）：司会
- KTSあなたのかごしま（鹿児島テレビ）：「宮尾すすむの大変身」司会
- スーパーモーニング（テレビ朝日）：「日本の社長」リポーター（1998年 - 1999年）
- おさな妻 私を抱いて…16歳の初夜（テレビ朝日）
- 大河ドラマ（NHK）
  - 八代将軍吉宗
  - 元禄繚乱
- 拝見スターの晩ご飯（テレビ東京）：司会
- スター家族スタジオ（フジテレビ）
- 火曜スーパーワイド「スペインロマンチック熟年旅行」（テレビ朝日）
- ビバ・レディー（朝日放送）

その他、「イブニングふくしま」（福島放送）、「宮尾すすむの嫁さんきなせや」（テレビ新潟）、「宮尾すすむの出前カラオケ」（岩手朝日テレビ）、「宮尾すすむの探検ショッピング」（東日本放送）など地方局のテレビ番組やテレビショッピングなどの司会などでも活躍した。

## CM
- マルタイ「長崎ちゃんぽん」（年代不詳）
- まるなか蒲鉾（長崎県ローカル、年代不詳）
- サンコー食品（山形県ローカル、年代、種類不詳）
- ROC 流通卸センター（1978年）
- ウイルソン「Rain BROCK」（1983年）
- サニーペット（1984年）
- 三菱電機
  - 「ルピカエース」（蛍光灯）（1985年）
  - 「ピカイチくん」（電球）（同上）
  - 「三菱換気扇フィルターコンパック」（同上）
- 上州屋（1980年代後期 - 1990年代）
- エステー化学（現在：エステー）「メロディー」（1987年）
- はせがわ（1987年）（同系列の「滝本仏光堂」CMにも出演）
- カネヨ石鹸「カネヨン」（1989年）[8]
- ケイビー「冷凍食品」（1980年代）
- 原沢製薬工業「トリクロ」「プリズマホルモン錠」（1980年代）
- 寿屋（現在：カリーノファシリティーズ）（年代不詳。同社のテレビショッピングの司会を務めていた。）
- フォークランド（1991年）
- ワダカン「こんぶのおしょうゆ」(1992年)
- DDIポケット（現在：ウィルコム）（1990年代）：最後のCM出演
- ロードスター（京都府および滋賀県ローカル、かつてあったカー用品店。年代不詳）

## 出演映画
- マンザイ太閤記（1981年）：俵屋役
- シブがき隊 ボーイズ＆ガールズ（1982年）：オーナー役
- はばたけ明日への瞳（1986年）：谷口信三役　※友情出演

## 著書
- 『宴会を10倍楽しくする方法』（ワニブックス、1982年）ISBN 4584200548
- 『新あなたも社長になれる』（全国朝日放送、1984年）ISBN 4881310542
- 『読んでくれるかな 妻への手紙』（ワニブックス、1995年）ISBN 4847012283
- 『父と息子の物語〜天国で暮らしている妻（母）へ〜』（ワニブックス、2004年）ISBN 4847015746 ※長男・山口雅史との共著。